# Nina Stojiljkovic
Nina Stojiljkovic, née le 1er septembre 1996 à Paris 15e, est une joueuse internationale française de volley-ball évoluant au poste de passeuse.
Joueuse professionnelle depuis 2014 avec le Volley-Ball Nantes, elle mesure 1,78 m et joue pour l'équipe de France depuis 2016.
Lors de la saison 2021-2022, elle remporte le doublé championnat-coupe de France avec Volero Le Cannet.

## Biographie

### Enfance et formation
Parisienne, née dans le 15e arrondissement, elle est issue d’une famille de sportifs internationaux de l’ex-Yougoslavie, originaire de Niš en Serbie, avec un père handballeur et une mère volleyeuse tandis que son frère est basketteur professionnel. Elle, choisit le sport maternel et débute en benjamines au CSM Clamart, dans les Hauts-de-Seine. Deux ans plus tard, elle intègre le Pôle Espoirs de Châtenay-Malabry où elle reste trois ans avant de rejoindre Toulouse et l’Institut fédéral de volley-ball une année puis le centre de formation du Volley-Ball Nantes,.

### Carrière en club
C’est dans le club de Loire-Atlantique que celle qui fut attaquante à ses débuts avant de devenir passeuse découvre le volley-ball professionnel. Elle y passe trois saisons puis signe au SF Paris St-Cloud pour un exercice 2017-2018 mitigé. Elle déclare : « Cela ne s’est pas passé comme je l’espérais, je n’ai vraiment joué qu’à la fin de la saison, ce qui m’a quand même permis de finir sur une bonne note ». Consciente de la nécessité de jouer davantage pour progresser, elle choisit de signer à Quimper, où elle est titulaire toute la saison,,,, avant de faire le pari de l'étranger en s'engageant au Nova KBM Branik, le plus grand club de Slovénie basé à Maribor,. Après une année et un titre remporté (Coupe de Slovénie), elle décide de revenir en France, dans son ancien club de SF Paris St-Cloud. En 2021, elle s'engage avec Volero Le Cannet, 4e au classement du dernier championnat. Le 2 avril 2022, elle remporte la Coupe de France après une victoire nette en finale de son équipe, par 3 set à 1 face au RC Cannes, sans toutefois entrer en jeu.
En janvier 2023, elle rejoint le Calcit Volley avec lequel elle remporte le Championnat de Slovénie à l'issue de la saison.

### En sélection nationale
Passée par toutes les équipes de France de jeunes, elle intègre l'équipe de France A durant l’été 2016 sous les ordres de Magali Magail, avec une première sélection face au Monténégro lors de la Ligue européenne. Trois ans plus tard, elle figure dans la liste des 14 joueuses appelées par le sélectionneur Émile Rousseaux pour l'Euro 2019 où elle vit sa première expérience d'une grande compétition internationale. Les Françaises sont éliminées dès le premier tour,. En 2021, elle fait partie de l'équipe de France qui réalise l'exploit d'atteindre les quarts de finale du Championnat d'Europe, constituant une première depuis 2013.

## Clubs
- Volley-Ball Nantes (2014–2017)
- SF Paris St-Cloud (2017–2018)
- Quimper Volley 29 (2018–2019)
- Nova KBM Branik (2019–2020)
- SF Paris St-Cloud (2020–2021)
- Volero Le Cannet (2021–2022)
- Partizan Belgrade (2022–déc.2022)
- Calcit Volley (jan.2023–2023)
- Dinamo Bucarest (2023–déc.2023)
- Çukurova Belediyesi (it) (jan.2024–2024)
- Aydın BB (2024–)

## Palmarès

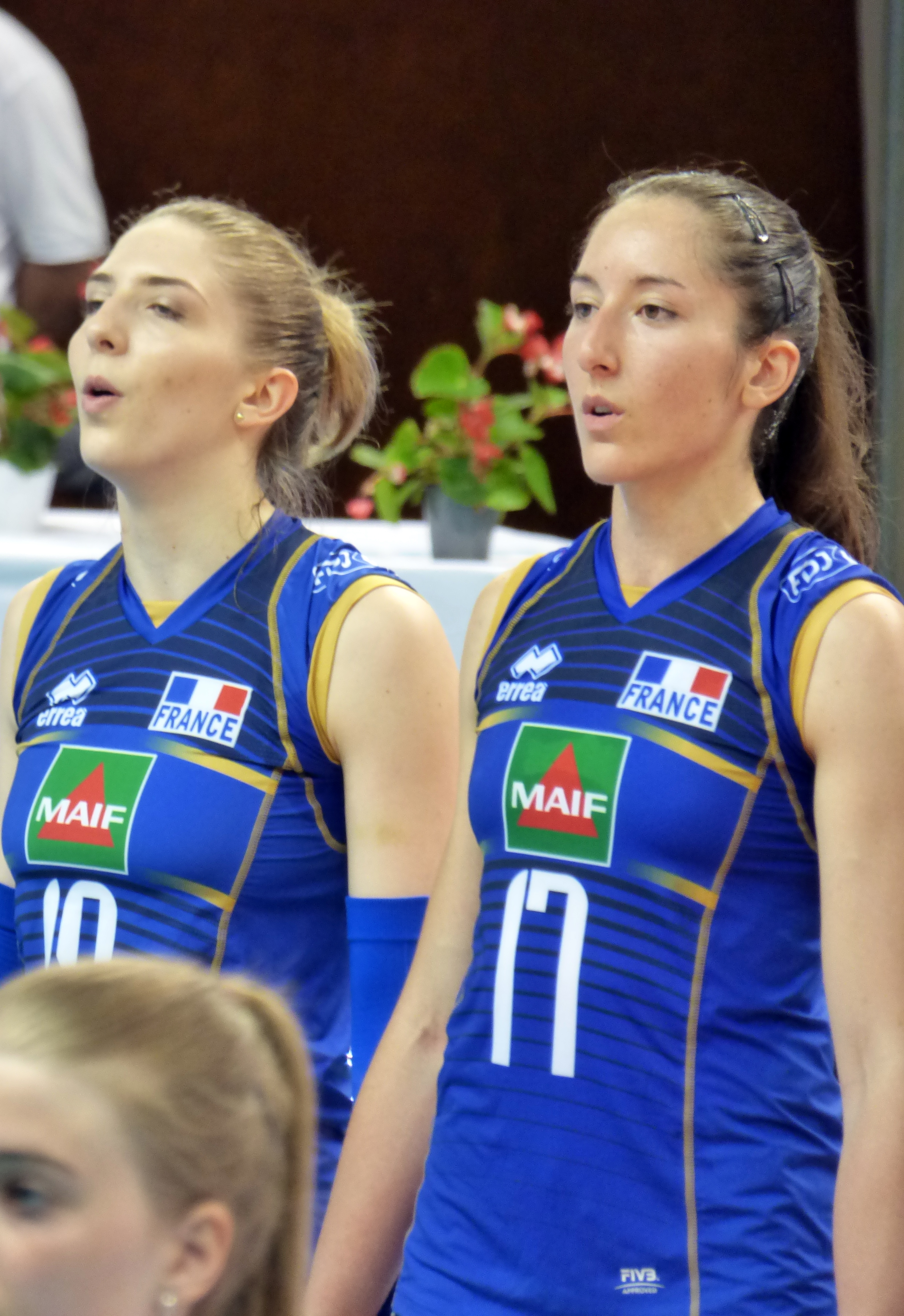
Avec la sélection en 2018 en sport, aux côtés d'Alexandra Dascalu.

### En sélection nationale
- Challenger Cup (1) : 
  -  Vainqueur en 2023.

- Ligue européenne (1) : 
  -  Vainqueur en 2022.

- Tournoi de France (amical) : 
  - Finaliste en 2022.

- Coupe Savaria (1) (amical) : 
  - Vainqueur en 2019.

### En club
en France
- Championnat de France (1) :
  - Vainqueur en 2022.

- Coupe de France (1) :
  - Vainqueur en 2022.
  - Finaliste en 2016.

en Slovénie
- Ligue européenne de la MEVZA :
  - Dauphin en 2020.

- Championnat de Slovénie (1) :
  - Vainqueur en 2023.
  - Dauphin en 2020.

- Coupe de Slovénie (1) :
  - Vainqueur en 2020.
  - Finaliste en 2023.

### Distinctions individuelles
en sélection
- Meilleure passeuse de la Ligue européenne 2022.
- Meilleure passeuse et serveuse de la Challenger Cup 2023 (2).

en club
- Meilleure passeuse de la Coupe de Slovénie 2020.